# 土屋伊
土屋 伊（つちや おさむ、1961年2月20日 - ）は、日本の俳優である。静岡県浜松市出身。山梨学院大学卒業。有限会社プロダクション・タンク所属。

## 出演

### テレビドラマ
- 元祖おじゃまんが山田くん（1984年11月12日、フジテレビ）
- 可愛い男と四つの女難（1988年12月6日、テレビ朝日）
- 土曜ワイド劇場 帰省ラッシュ不倫殺人（1989年2月18日、テレビ朝日）
- 女ねずみ小僧SP（フジテレビ）
- 女無宿人 半身のお紺（1991年、テレビ東京）
- はだかの刑事（1993年、日本テレビ）
- 刑事 蛇に横切られる（1995年、NHK）
- 秀吉（1996年、NHK）
- せいぎのみかた（1997年、日本テレビ）
- 私の中の誰か〜買い物依存症の女たち〜（1998年、NHK）
- すずらん（1999年、NHK）
- サイコメトラーEIJI2（1999年、日本テレビ）
- 葵 徳川三代（2000年、NHK）
- モーニング娘。の愛物語 第7話（2000年1月17日、テレビ東京） - 客 役
- 花村大介 第6話 （2000年8月8日、フジテレビ）
- 永遠の1/2 第6話（2000年9月11日、TBSテレビ）
- さわやか3組 第7話 （2001年、NHK教育）
- 金田一少年の事件簿 第6話（2001年8月25日、日本テレビ）
- 土曜ワイド劇場 タクシードライバーの推理日誌15（2001年10月13日、テレビ朝日）
- はみだし刑事情熱系 第8話 （2001年11月21日、テレビ朝日）
- 土曜ワイド劇場 第一級殺人弁護 鑑定証拠（2002年6月8日、テレビ朝日）
- 駆落ち（2002年8月18日、NHK）
- リモート（2002年、日本テレビ）
- お見合い放浪記 第16話 （2002年10月31日、NHK）
- 武蔵 MUSASHI（2003年、NHK）
- 恋する日曜日（2003年8月17日、Bs-i）
- 日曜劇場 砂の器（2004年、TBSテレビ）
- 金曜エンタテインメント 八つ墓村（2004年10月1日、フジテレビ）
- 87% 第5話（2005年2月9日、日本テレビ）
- 富豪刑事 第8話（2005年3月3日、テレビ朝日）
- 菊次郎とさき 第7話（2005年9月1日、テレビ朝日）
- てるてるあした 第3話（2006年4月28日、テレビ朝日）
- ランブリングフィッシュ（2006年7月-9月、KBS京都）
- インディゴの夜（2010年3月、東海テレビ/フジテレビ） - 長谷部 役
- 家政婦は見た（テレビ朝日）
- CONTROL〜犯罪心理捜査〜 第10話、第11話（2011年3月15日 第3話、22日、フジテレビ） - 瀬川省吾 役

### 映画
- ごろつき2（抗争）（1993年）
- スーパーの女（1996年）
- 雨あがる（2000年）
- 海は見ていた（2002年）
- ロストイントランスレーション
- LoveSongs

### CF
- かんぽ生命保険
- 崎陽軒
- 東京ガス

### Vシネマ
- 仁義6
- パチプロ浪花梁山泊2

### 舞台
- Z舞踏会
- そして龍馬は殺された
- 次郎長ピクリと動く
- 大新撰組
- 志士たち
- Dasty Street
- Danger－危機なオ・ト・コ
- andante－地球のおと
- 東へ流転する
- 幕末の丘
- 薔薇観月R
- 星辰遊技T
- アカシックレコード
- Rock版・母屁